# Stradivari Marylebone
Lo Stradivari Marylebone (noto anche come Stradivari Cazenove-Marylebone) è un violoncello costruito a Cremona nel 1687 da Antonio Stradivari. Deve i suoi nomi a James Cazenove, membro di una ricca famiglia di finanzieri che ha posseduto lo strumento agli inizi del XIX secolo, e a Mr. Payne, collezionista di strumenti residente nel Marylebone, che lo ha posseduto a partire dal 1880.
La tavola armonica è costituita da più pezzi di abete, mentre il fondo è in due pezzi di acero, caratterizzato dal giuntaggio di due ali aggiuntive di legno su ambo i lati. Il violoncello è riccamente decorato con motivi floreali ed animali, caratteristica comune con solo una decina di strumenti di Stradivari (di cui un violoncello, quello per la corte di Spagna).
Dopo aver lasciato la collezione di Payne, il violoncello ha visto diversi proprietari ed è passato tra le mani degli Hill nel 1911 e nel 1928. Nel 1985 è stato acquistato da Herbert Richard Axelrod, entrando a far parte della sua collezione. Nel 1997 è stato donato da Axelrod, insieme a diversi strumenti, allo Smithsonian Institution, dove è esposto presso il National Museum of American History come parte del Quartetto Axelrod.